# Chillicothe (Iowa)
Chillicothe es una ciudad situada en el condado de Wapello, en el estado de Iowa, Estados Unidos. Según el censo de 2010 tenía una población de 97 habitantes.

## Geografía
Según la Oficina del Censo de los Estados Unidos, la localidad tiene un área total de 0,62 km², de los cuales 0,59 km² corresponden a tierra firme y el restante 0,03 km² a agua, que representa el 4,84% de la superficie total de la localidad.

## Demografía
Según el censo de 2010, había 97 personas residiendo en la localidad. La densidad de población era de 156,45 hab./km². Había 45 viviendas con una densidad media de 72,58 viviendas/km². El 100% de los habitantes eran blancos. El 1,03% de la población eran hispanos o latinos de cualquier raza.